# John Lydon
John Lydon (Londres, Inglaterra; 31 de enero de 1956), más conocido como Johnny Rotten, es un músico punk británico conocido principalmente por haber sido el vocalista del grupo Sex Pistols. Después de la disolución de su primera banda, formó Public Image Limited. También ha editado trabajos en solitario.

## Biografía
John Joseph Lydon nació en Holloway, Londres, Reino Unido, aunque también se dice [cita requerida]que nació en el condado de Galway, Irlanda. Durante su infancia vivió con sus padres, católicos procedentes de Irlanda, y con sus tres hermanos. Con siete años contrajo meningitis. Dicha enfermedad le hizo pasar un año hospitalizado, perdiendo la memoria tras un largo coma. Esta pérdida de memoria fue tan severa que no era capaz de reconocer a sus padres lo que a su vez le ocasionaba una fuerte desconfianza por todo su entorno. Estuvo casado con Nora Forster durante 45 años y enviudó en 2023 luego de una larga lucha contra el Alzheimer. Nora era madre de Ari Up, vocalista de la banda punk de influencia reggae The Slits.

### Sex Pistols

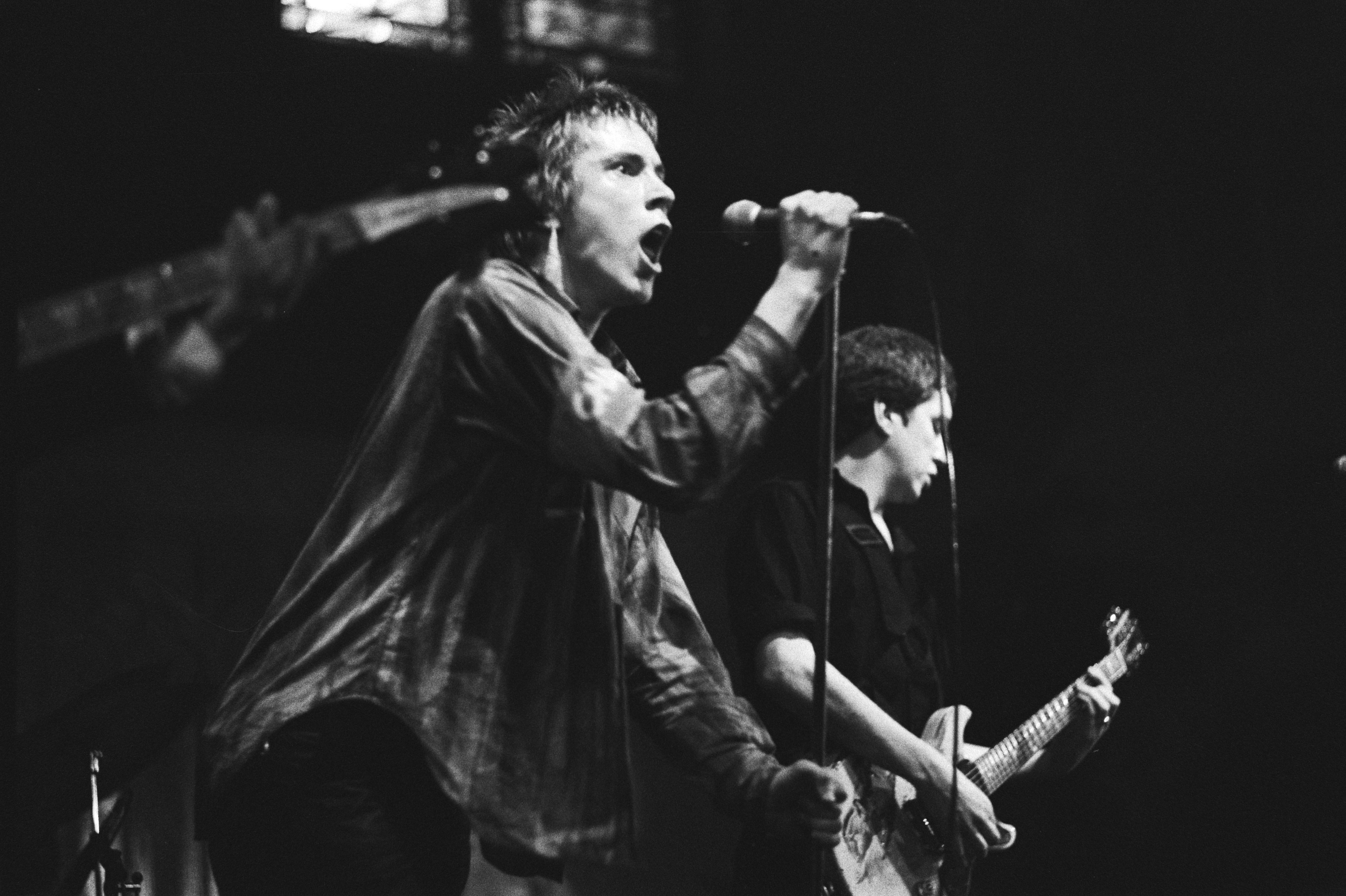
Johnny Lydon y Steve Jones en 1977.

Lydon solía merodear por la tienda de Malcolm McLaren, llamada "SEX", por el año 1975. Cuando Malcolm regresó de Nueva York, donde había representado a los New York Dolls durante una gira, ideó la formación de un grupo con un estilo similar, pero mezclado con la imagen de Richard Hell. La banda ya tenía a tres de sus componentes, Steve Jones (guitarra), Glenn Matlock (bajo) y Paul Cook (batería), para cuando McLaren se fijó en Lydon, que por ese entonces le llamó la atención por su pelo teñido de verde y su camiseta de Pink Floyd con las palabras "I hate" ("odio") escritas con rotulador encima, para el puesto de vocalista.
En 1977 la banda publicó la famosa canción «God Save the Queen», durante las bodas de plata de la reina Isabel II. La canción fue un éxito, pero causó tanta polémica que Lydon fue incluso agredido físicamente.
Pasado un tiempo, la banda echó al bajista Glen Matlock, por lo cual Lydon propuso a un conocido suyo como sustituto, John Simon Ritchie-Beverly, que luego sería conocido como Sid Vicious. Al principio la inclusión de Vicious fue un gran éxito pero la adicción a la heroína del bajista, unida a la conflictiva relación con Nancy Spungen, provocó desastres entre ambos.
En 1978 durante la primera gira de Sex Pistols por los Estados Unidos, la banda se desintegró tras un accidentado show en San Francisco, California. Las últimas palabras de John fueron "Ever get the feeling you've been cheated?" ("¿Nunca tuvieron la sensación de haber sido engañados?"). Más tarde, el autor del fanzine punk Legs McNeil citaría en su libro Please Kill Me el haberse encontrado con John en el local CBGB pocos días después de ese último recital y haberle visto una camiseta que se vendió durante el tour en la que decía "Yo sobreviví al tour de los Sex Pistols", y debajo le había escrito en marcador "Pero la banda no".

### Public Image Ltd.
Tras la separación de los Pistols, Lydon se dedicó al grupo Public Image Limited, que formó con el ex guitarrista de The Clash Keith Levene. También cabe destacar, que participó en una película junto con Harvey Keitel, Copkiller (1983). En 1996 los Sex Pistols se reunieron nuevamente ya sin Sid Vicious, fallecido el 2 de febrero de 1979, para una gira mundial que luego repitieron en 2002, 2004 y 2008.
En 2016, durante su primer concierto de PIL en Santiago de Chile, a John le lanzaron una botella de cerveza, produciéndole un corte. Pese a todo, Lydon exclamó "what a fucking coward" (que puto cobarde), y decidió continuar su espectáculo, amarrándose una toalla en la cabeza a modo de vendaje, siendo aclamado por el público presente.

## Comentarios
John Lydon escribió lo siguiente como introducción a su biografía No Irish, No Blacks, No Dogs:

Much has been written about the Sex Pistols. Much of it has either been sensationalism or journalistic psychobabble. The rest has been mere spite. This book is as close to the truth as one can get... This means contradictions and insults have not been edited, and neither have the compliments, if any. I have no time for lies or fantasy, and neither should you. Enjoy or die...
Se ha escrito mucho acerca de los Sex Pistols. La mayor parte ha sido sensacionalismo o charlatanería psicológica de los periódicos. El resto han sido simples ataques. Este libro está lo más cerca de la verdad que se puede estar... Esto significa que las contradicciones y los insultos no se han suprimido, ni tampoco los cumplidos, si es que hubo alguno. No tengo tiempo para mentiras o fantasía, y tu tampoco deberías. Disfruta o muere...

## Discografía
| Disco                                           | Banda             | Año  | Grabación    |
| ----------------------------------------------- | ----------------- | ---- | ------------ |
| Never Mind the Bollocks, Here's the Sex Pistols | Sex Pistols       | 1977 | Estudio      |
| First Issue                                     | Public Image Ltd. | 1978 | Estudio      |
| Metal Box                                       | Public Image Ltd. | 1979 | Estudio      |
| Paris Au Printemps                              | Public Image Ltd. | 1980 | En vivo      |
| The Flowers of Romance                          | Public Image Ltd. | 1981 | Estudio      |
| Live In Tokyo                                   | Public Image Ltd. | 1983 | En vivo      |
| This Is What You Want... This Is What You Get   | Public Image Ltd. | 1984 | Estudio      |
| Album                                           | Public Image Ltd. | 1986 | Estudio      |
| Happy?                                          | Public Image Ltd. | 1987 | Estudio      |
| 9                                               | Public Image Ltd. | 1989 | Estudio      |
| The Greatest Hits So Far                        | Public Image Ltd. | 1990 | Recopilación |
| That What Is Not                                | Public Image Ltd. | 1992 | Estudio      |
| Filthy Lucre Live                               | Sex Pistols       | 1996 | En vivo      |
| Psycho's Path                                   | John Lydon        | 1997 | Estudio      |
| Best Of British £1 Notes                        | John Lydon        | 2005 | Recopilación |
| Alife 2009                                      | Public Image Ltd. | 2010 | En vivo      |
| Live At The Isle of Wight Festival 2011         | Public Image Ltd. | 2011 | En vivo      |
| Live at Rockpalast 1983                         | Public Image Ltd. | 2012 | En vivo      |
| This Is PiL                                     | Public Image Ltd. | 2012 | Estudio      |
| What the World Needs Now...                     | Public Image Ltd. | 2015 | Estudio      |
| End of World                                    | Public Image Ltd. | 2023 | Estudio      |